# Ixa edwardsii
Ixa edwardsii is een krabbensoort uit de familie van de Leucosiidae. De wetenschappelijke naam van de soort is voor het eerst geldig gepubliceerd in 1858 door Lucas.